# منينة المؤذن
منينة المؤذن هي معلمة وناشطة مجتمعية وسياسية ونائبة برلمانية مغربية وُلدت في إقليم كلميم في المغرب.

## مسيرتها المهنية
أنتخبت منينة المؤذن عضوةً في البرلمان المغربي في الانتخابات التشريعية المغربية لعام 2016 وحتى عام 2021 ضمن الكتلة البرلمانية لحزب العدالة والتنمية، وكانت عضو في لجنة التربية والثقافة والاتصال في البرلمان المغربي. كانت منينة المؤذن هي أول امرأة من إقليم كلميم تفوز بمقعد برلماني ضمن لائحة النساء الوطنية، كما كانت أول برلمانية تعلن عن افتتاح مكتب محلي في مدينة كلميم.